# Nikolái Semiónovich Tíjonov
Nikolái Semiónovich Tíjonov (en ruso: Никола́й Семенович Ти́хонов; San Petersburgo, Imperio ruso, 22 de noviembre de 1896, - Moscú, Unión Soviética, 8 de febrero de 1979) escritor soviético, poeta, periodista y figura pública.

## Biografía
Nació en una familia de barberos. Estudió primero en la escuela primaria urbana y posteriormente en la Escuela de Comercio, donde entre otras materias se impartían técnicas comerciales, peritaje mercantil y taquígrafía. Dejó la escuela para ayudar a su familia económicamente.
En 1918 se incorporó al Ejército Rojo y en 1922 fue desmovilizado. 
Tíjonov comenzó temprano a escribir poesía. Su primera publicación, de 1918, se refiere al poeta del que fue seguidor en su juventud, Nikolái Gumiliov, también estuvo fuertemente influido por la creatividad de Kipling. En 1920 - siendo ya poeta, entró en la asociación literaria los "Hermanos de Serapión", publicó un poema "De por sí" (Sámi). Sus primeras colecciones de poemas ("Horda" (Ordá) y "Braga" (Braga)) aparecieron en 1922 y se han mantenido como obras cumbres de la creatividad de Tíjonov. Muchos de los poemas de estas colecciones se han convertido en clásicos del género baladas: "La Balada de clavos" (Ballada o gvozdiaj, 1919-1922), "La Balada de paquete azul" (Ballada o sínem pakete, 1922), "Desertor" (Dezertir, 1921). Estos libros han despertado un gran interés entre los lectores convirtiendo a Tíjonov en uno de los poetas soviéticos más populares. 
Desde finales de 1920, el poeta viajó mucho por todo el país, en particular, por el Cáucaso. Después de haber estudiado cuidadosamente la vida y la historia de los pueblos del Cáucaso, se convirtió en traductor de georgiano, armenio y de poetas de Daguestán. En 1935 viajó por primera vez a Europa occidental con la delegación soviética en el Congreso para la Paz en París. En varias ocasiones abogó con declaraciones políticas de apoyo al liderazgo soviético. 
Durante la Gran Guerra Patria trabajó en el frente de Leningrado junto con un grupo de escritores que trabajaban en el departamento político. Escribió ensayos, cuentos, artículos, panfletos, poemas y tratamientos. Algunas obras de ese período se han incluido en el libro "Año fogoso" (1942), en el que destaca el poema "Kírov con nosotros" (1941), muy popular en los años de la guerra. 
En la posguerra el talento de Tíjonov se debilita ostensiblemente. En 1949 Tíjonov fue nombrado presidente del Comité para la Paz de la Unión Soviética y en 1950 pasó a ser miembro del Consejo Mundial de la Paz. Visitó varios países de Europa y Asia con la delegación soviética.
Fue distinguido con el título honorífico de Héroe del Trabajo Socialista (1966), tres veces ganador del Premio Stalin (1942, 1949, 1952), laureado con el Premio Lenin (1970). El poeta falleció el 8 de febrero de 1979 en Moscú. Poco antes de su muerte, en una entrevista en la radio soviética, recordó a su profesor Nikolái Gumiliov (cuyo nombre estaba prohibido en aquel entonces) y citó sus poemas.

## Obras más destacadas

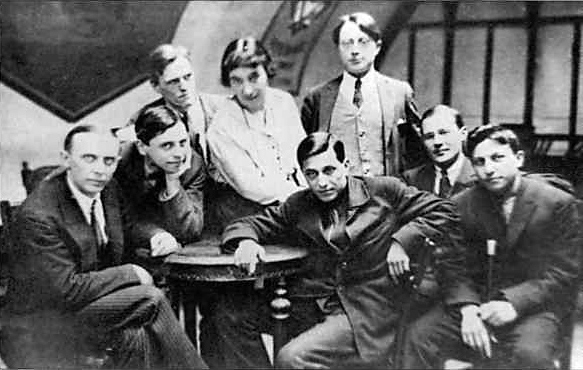
Los «Hermanos de Serapión» en 1921. De izda. a dcha.: Konstantín Fedin, Mijaíl Slonimski, Nikolái Tíjonov, Elizaveta Polónskaya, Mijaíl Zóschenko, Nikolái Nikitin, Ilyá Grúzdev y Veniamín Kaverin.

### Colecciones de versos
- La Horda, 1920-1921 (Ordá)
- Braga, 1921-1922 (Braga)
- Las doce baladas, 1925
- La búsqueda del héroe, 1927 (Póiski gueróia)
- La sombra del amigo, 1935 (Ten druga)
- Versos sobre Kajetia, 1935 (Stijí o Kajétii)
- El año fogoso, 1942 (Ógnenni god)
- La primavera de Georgia, 1948 (Gruzínskaia vesná)
- Dos corrientes, 1957 (Dva potoka)
- Canciones de cada día, 197- (Pesni kázhdogo dniá)

### Poemas
- De por sí, 1921 (Sámi)
- El ajedrez (Shájmaty), 1923
- Cara a cara, 1924 (Litsóm k litsú)
- El camino, 1925 (Doroga)
- Los rojos en el río Araks, 1925 (Krásnye na Arakse)
- Vyra, 1927 (Vyra)
- Yurga, 1930
- La invasión del bosque (Nashéstvie lesa)
- Hoy el nacimiento (Segódnya rozhdénie)
- Kírov con nosotros, 1941 (Kírov s nami)

En antologías
- Poesía soviética rusa, 1965 (traducción Nicanor Parra)

### Prosa
- Wambery, 1925
- Del mar al mar, 1926 (Ot mória do mória)
- Caballos de guerra, 1927 (Voénnie koni)
- Un hombre aventurero, 1927 (Riskóvanni chelovék)
- Nómadas, 1930 (Kochévniki)
- Cuentos de Leningrado, 1942 (Leningrádskie rasskázy)
- La maravilla blanca, 1956 (Béloe chudo)
- El arco iris doble, 1964 (Dvoináia ráduga)
- Seis columnas, 1968 (Shest kolónn)
- Un escritor y una época, 1972 (Pisátel y epója)